# أحمد صبري أبو الفتوح
أحمد صبري أبو الفتوح (22 سبتمبر 1953) هو كاتب مصري ومحام تألق نجمه في عالم الرواية بعد أن بدأ في تقديم العمل الروائي الضخم (ملحمة السراسوة) وحصل على تقدير هائل من النقاد والجمهور الذي قرأ ما صدر منها.حصل على جائزة مؤسسة ساويرس لأفضل عمل روائي فئة كبار الكتاب 2010 عن روايته ملحمة السراسوة - الخروج.

## نشأته
ولد أحمد صبرى أبو الفتوح في 22 سبتمبر من عام 1953 في محافظة الدقهلية، حصل على الثانوية العامة من مدرسة أحمد لطفى السيد بالسنبلاوين عام 1971، ثم حصل على ليسانس الحقوق من جامعة القاهرة عام 1975، ثم عمل وكيلا للنائب العام، وتدرج في مناصب القضاء حتى عمل رئيسا للنيابة العامة، ثم استقال من القضاء وعمل بالمحاماة.

## مبادئه
يقول أحمد صبرى عن نفسه: أنا كاتب وروائي ومحام مصري عربي التوجه، أؤمن بالاشتراكية العلمية والمادية الجدلية وجدل الإنسان، وبالفصل التام بين الدين والدولة أعمل ضد التمييز بكافة أنواعه ضد المرأة والفقراء والأقليات الدينية والعرقية.

## رواياته وقصصه[6]
طائر الشوك «رواية» دار زويل للنشر، عام 2000
وفاة المعلم حنا «مجموعة قصص قصيرة» دار ميريت، عام 2003
جمهورية الأرضين «رواية» دار ميريت، عام 2004
ملحمة السراسوة – الخروج «رواية» دار ميريت، عام 2009
ملحمة السراسوة – التكوين «رواية» دار ميريت، عام 2010
ملحمة السراسوة – أيام أخرى «رواية» دار ميريت، عام 2010
أجندة سيد الأهل «رواية» دار العين، عام 2011
ملحمة السراسوة – شياطين ملائكة «رواية» دار العين، عام 2012 طبعة أولى، دار ميريت 2015 طبعة ثانية
ملحمة السراسوة – حكايات أول الزمان «رواية» دار ميريت، عام 2015
صاحب العالم «رواية ، دار الشروق القاهرة ، عام 2024

## ملحمة السراسوة
خماسية «ملحمة السراسوة» هي أضخم أعمال أحمد صبري أبو الفتوح، وهي صادرة عن دار ميريت للنشر
وأجزائها الخمسة هي
«الخروج، التكوين، أيام أخري، شياطين وملائكة، وحكايات أول الزمان» وصدر حتي الآن الجزء الأول في 2009 والجزئين الثاني والثالث في 2010.
ويصف أحمد أبو الفتوح روايته السراسوة «إنها أنشودة لحياة مصر في فجر عصرها الحديث، إذ ترصد بدايات تشكيل متن الطبقة المتوسطة المصرية، وقيمها مؤكدة أن القوة ليست هي فقط الوسيلة الوحيدة للتعامل مع الأخطار الكبرى، وإنما العقل ونمط التفكير، والرغبة الأكيدة في العيش وحب الحياة»

## آراء النقاد
نال الجزء الأول والثاني من الرواية اهتماما نقديا واعلاميا لافتا تجلى في عدد من التعليقات والمقالات المنشورة حول العمل الذي تم اختياره في استفتاءات أجرتها صحيفة «الأهرام وصحيفة»المصري اليوم «ضمن أبرز الروايات المصرية في العام 2009، إذ وصفها الناقد الكبيرالدكتور جابر عصفور في مقال بصحيفة الأهرام ب» الرواية الفاتنة «وقال: أطار كاتبها أحمد صبرى أبو الفتوح النوم من عينى بملحمته البديعة»
و أكد الكاتب الكبير خيري شلبي «أن رواية ملحمة السراسوة سيكون لها شأن عظيم في تاريخ الأدب العربى»، أما الروائي إبراهيم عبد المجيد فقد وجه الحديث لقراء«أخبار الأدب قائلا:» «لن أحدثكم عن رواية ملحمة السراسوة، فقط سأطلب منكم اأن تتساءلوا إذا لم تنافس هذه الرواية على الجائزة» البوكر«فكيف تكون الجائزة حقيقية؟!!»
وفي دراسة له حول العمل من المقررنشرها في مجلة العربي الكويتية العريقة عدد فبراير 2010 يؤكد الكاتب الكبير أبو المعاطي أبو النجا صاحب الرواية التاريخية الرائدة «العودة من المنفى»: «أننا أمام رواية تروى عن الخوف العظيم والمطامع العظيمة، ماذا يفعلان بالناس وماذا يفعل الناس في ظلهما، لقد أدرك السراسوة أن المكان البعيد الآمن الذي يحلمون بالوصول إليه لن يكون أبدا مكانا في الجغرافيا أو زمانا في التاريخ، بل سيكون دائما مكانا في العقل، منحىً في التفكير، رؤية للحياة قادرة على أن تكشف نقاط الضعف عند القوى ونقاط القوة عند الضعيف، دائما تعتمد الذكاء والبصيرة والخيال والصبر»
ومن ناحيته وصف المؤرخ الكبير الدكتور محمود إسماعيل أستاذ التاريخ الإسلامي بجامعة عين شمس الرواية بأنها: «تفصح عن معالجة مقتدرة لروائى فذ وموهوب ساوق بين معارفه العريضة العميقة وبين حرفية فنية نادرة لإنجاز ملحمة – بحق – قمينة بأن تكون منعطفا في تاريخ القص العربى المعاصر»
وكتب الكاتب أحمد الخميسي في «أخبار الادب» مؤكدا أن أبو الفتوح «كاتب من العيار الثقيل، يكشف السرد في روايته عن لغته النادرة الجميلة ومعرفته العميقة بأدق التفاصيل التاريخية في المرحلة التي اختارها مما يضفى على العمل مصداقية حية»، وينتهى الخميسي إلى القول:«انتبهوا لهذا الكاتب الكبير واحتفوا به»
وذكر الكاتب الكبير محمود الورداني في مقال له بجريدة الأهرام المسائي «أن ملحمة السراسوة تثبت أن الكتابة الكلاسيكية إذا ما توافر لها كاتب مثل أحمد صبرى أبو الفتوح فإنها قادرة على منحنا أعمالا بديعة وممتعة، لقد قرأت عملا روائيا رفيعا، واستمتعت بأرفع وأرقى ما يمكن أن تصل إليه الكلاسيكية، فنحن أمام عمل نادر يستعيد أرفع ما أنجزته الرواية ويضيف إليها»
و اعتبر المحرر الأدبي في صحيفة الأهرام الكاتب الصحفي أسامة الرحيمي
أن «رواية ملحمة السراسوة تلتهم قارئها، وهي عمل فذ يعمد صاحبه، ويعبد له طريقا سالكة، إذ تجلو ملحمته الممتعة موهبته وتظهر طاقته التي لا تبارى وإخلاصه الكبير الذي يحفظ على الأدب قدره»
ووصف الشاعر المصري محمد خير في صحيفة " الاخبار اللبنانية " «ملحمة السراسوة» بالرواية الساحرة التي فاجأت قراءها "
ولام الكاتب الصحفي سيد محمود في مقال بجريدة الأهرام نقاد مصر الكبار الذين فاتتهم فرصة الكتابة عن الرواية التي وصفها ب«الرواية الفاتنة التي تحرث أرضا مجهولة لم تطأها الرواية المصرية»